# جائزة مؤسسة غيردنر الدولية
جائزة مؤسسة غيردنر الدولية (بالإنجليزية: Gairdner Foundation International Award)‏ أو جائزة كندا غيردنر الدولية (بالإنجليزية: Canada Gairdner International Award)‏ هي جائزة طبية تُوزع سنويًا في حفل عشاء لخمسة من ذوي الاكتشافات أو الإسهامات المميزة في العلوم الطبية. وكثيرًا ما يلي حصول العالم على جائزة غيردنر حصولُه لاحقًا على جائزة نوبل في الطب؛ إذ حصل 84 ممن كانوا قد حازوا جائزة غيردنر على جائزة نوبل في وقت لاحق، وذلك حتى سنة 2017.
يجوز منح جائزة مؤسسة غيردنر الدولية لأي عالم بغض النظر عن موطنه، وتبلغ قيمتها 100 ألف دولار كندي. ويجوز أن تُمنح الجائزة لأكثر من عالم عن الاكتشاف أو الإنجاز الواحد، وذلك مع حصول كل فائز على مبلغ الجائزة كاملًا دون تقسيمه.

## حائزو الجائزة
- 1959: ألفرد بلالوك، تشارلز راغان، هاري ميلفن روز، ويليام باتون، إليانور زايميس، ويلفرد غوردون بيغلو.
- 1960: جوشوا هارولد بيرن، جون هيشام غيبون، ويليام هاملتون، جون ماكمايكل، كارل فريدريش ماير، أرنولد رايس ريتش.
- 1961: راسل بروك، ألان بيرتون، ألكسندر غوتمان، جوناس كيلغرن، أولف فون أولر.
- 1962: فرنسيس كريك، ألبرت كونز، كلارنس كرافورد، هنري كانكل، ستانلي سارنوف.
- 1963: موراي بار، جاك جينيه، إرفاين بيج، بيير غرابار، كلارنس والتون ليلهاي، إريك بايواترز.
- 1964: سيمور بنزر، كارل باير الأصغر، ديبورا دونياخ، إيفان رويت، دونالد والتر غوردون موراي، كيث بورتر.
- 1965: جيروم كون، روبرت كومز، تشارلز إنريكي دنت، شارل فيليب لوبلون، دانيال ماكارتي، فريدريك هوراس سميرك.
- 1966: رودني بورتر،جوفري دوس، تشارلس برنتون هوغنس، ويليم كولف، لويس لولوار، جاك ميلر، يان فالدنشتروم
- 1967: كريستيان دو دوف، مارشال نيرنبرغ، جورج بالاد، يوليوس أكسلرود، سيدني أودينفريند، دوغلاس هارولد كوب، أيان ماكنتاير، بيتر مولوني، جيمس فريزر مستارد
- 1968: بروس تشاون، جيمس غوانز، جورج هتشنغز، جاك أودان، جاي سيغميلر
- 1969: فرانك جيمس ديكسون، جون بوتنام ميريل، بلدينغ شريبنر، روبرت سولتر، إيرل سوثرلند، إرنست ماكيلوش، ف. ميسون ستونز، جيمس تل